# Merochlorops ceylanicus
Merochlorops ceylanicus är en tvåvingeart som först beskrevs av Oswald Duda 1930.  Merochlorops ceylanicus ingår i släktet Merochlorops och familjen fritflugor. Inga underarter finns listade i Catalogue of Life.